# Crotalaria bamendae
Crotalaria bamendae là một loài rau đậu thuộc họ Fabaceae.
Loài này có ở Angola, Cameroon, và Nigeria.
Môi trường sống tự nhiên của chúng là đồng cỏ khô nhiệt đới hoặc cận nhiệt đới vùng đất thấp.
Chúng hiện đang bị đe dọa vì mất môi trường sống.